# نصر أباد (تشناران)
نصر أباد (بالفارسية: نصرآباد) هي قرية تقع في قسم بيزكي الريفي (مقاطعة تشناران) في إيران. يقدر عدد سكانها بـ 22 نسمة بحسب إحصاء 2016.